# Vincent Boucher
Vincent Boucher, né à Montréal, est un organiste classique et chef de chœur québécois.

## Biographie
Vincent Boucher, né à Montréal, est le fils de Jacques Boucher, organiste québécois réputé,.
Son père, Jacques Boucher, commença sa carrière dans la radiodiffusion en 1963, étant alors employé de la station CHGB-FM de Saint-Anne-de-la-Pocatière dans plusieurs postes au fil du temps, incluant animateur et directeur de la programmation. En 1972, il devint réalisateur pour la Société Radio-Canada à Montréal et recevra sa licence de joueur d'orgue l'année suivante. C'est à Radio-Canada qu'il sera chargé du projet qui fera l'enregistrement radiophonique de plus de 800 récitals pour l'orgue. De 1984 à 1987, Jacques Boucher est le chef du Service des émissions musicales radio de Radio-Canada.
Vincent Boucher étudie le clavecin avec Dom André Laberge et Luc Beauséjour, l'orgue avec Bernard Lagacé, puis il intègre le Conservatoire de musique de Montréal dans la classe de Mireille Lagacé (2000-2002), obtenant deux Premiers Prix en orgue et en clavecin, à l’unanimité du jury. Par ailleurs il finalise un doctorat d'interprétation à l’Université McGill et se perfectionne à Vienne avec Michael Gailit, puis à Paris avec Pierre Pincemaille. Il a participé à plusieurs académies et master-classes données entre autres par : Kenneth Gilbert, Ton Koopman, James David Christie et Marie-Claire Alain. En novembre 2000, il remporte le 1er prix du Concours John-Robb du Collège royal canadien des organistes, le plus ancien concours d'orgue du genre au Canada. De plus, il a également remporté le prestigieux Prix européen de l'Académie de musique du Québec. Ce prix, couronnement du plus ancien concours canadien ouvert à tous les chanteurs et instrumentistes, n'a pas été décerné à un organiste depuis 34 ans.
Durant ses quatre années comme organiste de formation à la cathédrale Sainte-Cécile de Valleyfield, Vincent Boucher enregistre son premier disque sous l'étiquette Fonovox à 19 ans et fonde également deux séries de concerts. En 1998, il part pour Vienne en Autriche pour se perfectionner auprès de Gordon Murray au clavecin et de Michael Gailit à l'orgue ; puis à Boston avec James David Christie. Il a tourné au Canada, en France et en Autriche et a été entendu à plusieurs reprises sur les ondes de Radio-Canada. 
En 2002, l'Académie de musique du Québec lui décerne le Prix d'Europe, qui n'avait pas été décerné à un organiste depuis 1966. Il a enregistré 15 disques qui lui ont valu de nombreux prix et éloges de la critique. Avec le Prix Européen à son actif, il a pu travailler avec Pierre Pincemaille à Paris sur l'improvisation et la composition. Il a ensuite été co-organiste Casavant à l'église Saint-Jean-Baptiste de Montréal. Il a complété un doctorat en interprétation (orgue) à l'Université McGill avec John Grew et William Porter (2004-2008).
En 2005, il publie 18 sonates de Domenico Scarlatti jouées à l'orgue (ATMA Classique).
Dès 2013, il lance sous ce même label l'enregistrement intégral des œuvres pour orgue de Charles Tournemire.
En 2014, il enregistre le Livre des noëls de Daquin sur le grand orgue Beckerath pour (ATMA Classique).
En janvier 2015, Vincent Boucher est nommé organiste titulaire de l'orgue Rudolf von Beckerath de l'Oratoire Saint-Joseph. En tant que directeur artistique de sa série de concerts, il enrichit la vie musicale de l'Oratoire en présentant plus de 50 récitals chaque année. Il s'est produit de manière intensive et internationale, notamment en Angleterre, en France, en Allemagne et en Autriche. Son récital « Vincent Boucher à l'orgue » a été présenté sur la chaîne de télévision Mezzo diffusée dans 40 pays. 
Le 1er février 2015, il devient organiste titulaire de l'Oratoire Saint-Joseph du Mont-Royal après en avoir été consultant depuis 2013,,.
Il a été invité à donner des concerts d'orgue, et s'est produit notamment en 2016 à la Cathédrale Notre-Dame de Paris,.
Vincent Boucher mène une véritable double carrière, à la fois musicale et financière. Il est dans l'industrie financière depuis 1999 et est gestionnaire de portefeuille à la Financière Banque Nationale (depuis février 2019). Il a conçu une trentaine de produits d'investissement qui ont réuni plus de 5 milliards de dollars de nouveaux actifs. Il est titulaire d'un baccalauréat en finance (1996-1999) et d'un diplôme d'études supérieures en commerce électronique (2000-2005) de HEC, l'école de commerce de l'Université de Montréal, d'une maîtrise en administration des affaires de l'Université d'Oxford. (2010-2011) et du prestigieux Chartered Financial Analyst (CFA) et Fellow de l'Institut canadien des valeurs mobilières.
Il enregistre actuellement l'intégralité de l'œuvre pour orgue de Charles Tournemire.

## Prix
- 2000 : Premier Prix au Concours John-Robb du Collège Royal Canadien des Organistes[2].
- 2002 : Prix d'Europe de l'Académie de musique du Québec[2],[10].